# Octobre
Pour les articles homonymes, voir Octobre (homonymie) et October.
septembre novembre

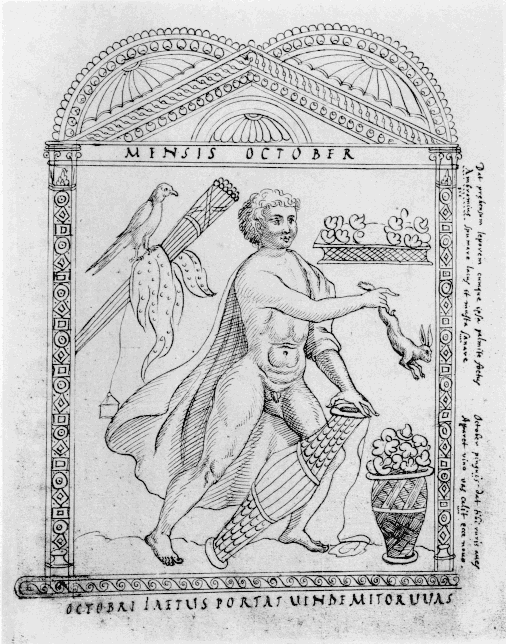
Illustration du Chronographe de 354.

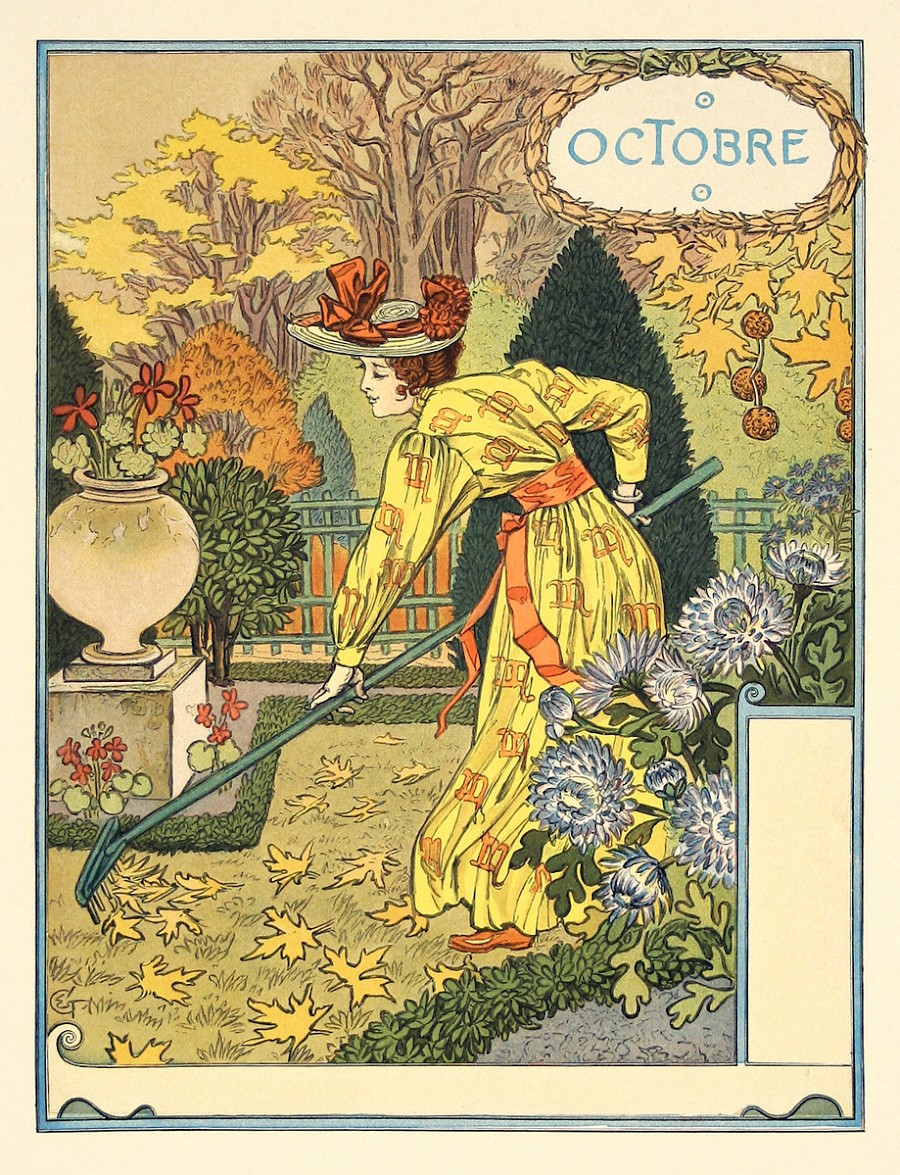
Les travaux en octobre comme le ratissage des feuilles mortes (gravure d'Eugène Grasset, 1896).

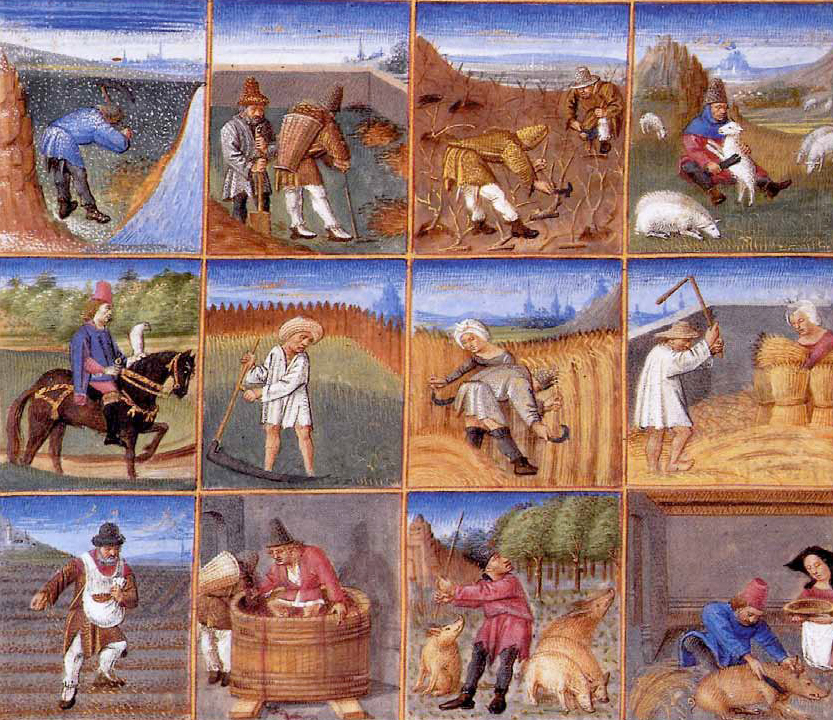
Dans le Ruralium commodorum opus de Pierre de Crescent, premier traité d’agriculture écrit depuis l’Antiquité, le mois d'octobre est symbolisé par le foulage du raisin.

Octobre est le dixième mois des calendriers grégorien et julien, le sixième mois de l'année à compter 31 jours. Il est le deuxième mois de l'automne météorologique dans l'hémisphère nord, alors qu'il est associé au printemps dans l'hémisphère sud.
Son nom est issu du latin october (de octo, huit) car il était le huitième mois de l'ancien calendrier romain.

## Historique
À l’origine dans le calendrier romain dit romuléen qui comprend dix mois, octobre (en latin october, de octo, huit et du suffixe bris provenant peut-être du latin ber « porter », ou de l'expression ab imbre, « après les neiges ») est le huitième mois de l'année. Les Romains ayant pris l'habitude de personnifier et de déifier tous les faits qu'ils ont du mal à expliquer (tel le cycle annuel), ils rangent d'un côté les « bons » dieux, et de l'autre les « mauvais » dieux, et prennent soin de se mettre sous la protection des premiers, pour se préserver des seconds. Ainsi dans ce calendrier romain, seuls les quatre premiers mois de l'année portent (ou se rapportent) à des dieux protecteurs, dont trois sont en réalité des déesses : Martius (mois de mars) consacré au dieu romain Mars, Aprilis (mois d'avril) consacré à Aphrodite, Maius (mois de mai) en l'honneur de Maia, Iunius (mois de juin) en l'honneur de Junon. Les autres mois avaient-ils moins de valeur que les précédents aux yeux des Romains ou, comme le pense Thomas George Tucker (en), l'importance était-elle accordée uniquement aux quatre premiers mois qui commandent la planification des travaux agricoles ? Toujours est-il que les six derniers mois ne sont à cette époque désignés que par le chiffre qui les place et qui permet de les distinguer dans le cours de l'année : Quintilis pour le cinquième mois, Sextilis pour le sixième, September pour septième, October pour le huitième, November pour le neuvième, December pour le dixième. Dans ce contexte, mars est le premier mois de l’année romaine pour honorer le fondateur de Rome Romulus dont le père était le dieu Mars mais également pour honorer le dieu agricole et guerrier : cette divinité romaine préside au printemps, au retour des beaux jours favorables à l'agriculture, et inaugure dans le calendrier la nouvelle année qui met un terme à la trêve militaire traditionnelle ouverte d'octobre à la fin février. Selon les traditions relatées par les auteurs latins (Ovide, Varron), le calendrier passe à 12 mois, soit sous Numa Pompilius, soit sous les decemviri vers 450 av. J.-C. et janvier devient le premier mois de ce calendrier dit pompilien afin de rapprocher le début d'année du solstice d'hiver qui met fin à la saison morte et amorce le renouveau solaire. Cependant, les années romaines sont identifiées par la date d'élection des deux consuls, qui prennent leurs fonctions le 1er mai et le 15 mars avant 153 av. J.-C.. Le début de l'année consulaire est fixé au 1er janvier lors de la mise en place du calendrier julien en 45 av. J.-C., Jules César le faisant commencer non précisément au solstice d'hiver mais seulement au jour de la nouvelle lune qui suivait directement celui-ci, afin de s'accommoder de la mentalité des Romains, accoutumés à l'année lunaire.
Au Moyen Âge, les pays de la chrétienté utilisent le calendrier julien et commencent la numérotation de l'année à une fête religieuse importante, le 25 décembre (style de la Nativité de Jésus), le 25 mars (style florentin ou style de l'Annonciation), voire à Pâques (style de Pâques) comme dans certaines régions françaises. Cependant, les calendriers médiévaux continuent à afficher les années selon la coutume romaine, en douze colonnes allant de janvier à décembre. Dès le haut Moyen Âge, les autorités religieuses prévoient les temps liturgiques où il est interdit de célébrer le mariage : cela va, selon les régions, depuis l'Avent jusqu'à l'octave de l'Épiphanie du Seigneur, de la Septuagésime à l'octave de Pâques, du dimanche avant les Rogations au septième jour après la Pentecôte, si bien que le mois d'octobre, comme celui de septembre est une période privilégiée pour les mariages. En France, octobre s'impose comme le 10e mois lorsque le roi Charles IX décide, par l’édit de Roussillon en 1564, que l’année débuterait désormais le 1er janvier. Le pape Grégoire XIII étend cette mesure à l'ensemble de la chrétienté avec l'adoption en 1582 du calendrier grégorien qui se met en place progressivement dans les États catholiques, lentement dans le reste du monde (la Turquie n'adopte cette réforme qu'en 1926). Mais même dans les pays chrétiens, l'application de cette réforme reste très inégale. Ainsi pendant plusieurs siècles, il n'est pas rare que deux villages voisins puissent fêter Noël à des semaines d'intervalle, ou que des paysans se révoltent contre les jours (de fête, de travail) qu'on leur avait « volés » en ajustant le calendrier. En France, l'ordre des quatre derniers mois de l'année du calendrier est en partie conservé dans l’écriture courante des actes jusqu'à la Révolution et même au cours du XIXe siècle : VIIbre, 7bre ou 7bre (septembre) ; VIIIbre, 8bre ou 8bre (octobre) ; IXbre, 9bre, 9bre ou 9bre (novembre) ; Xbre, 10bre ou 10bre (décembre). L'étymologie latine du mois d'octobre rappelle encore aujourd'hui l'ordre que ce mois tenait dans l'année du calendrier dit pompilien : désormais en dixième position, il était ainsi « le huitième » de l'année.

## Activités sociales et économiques

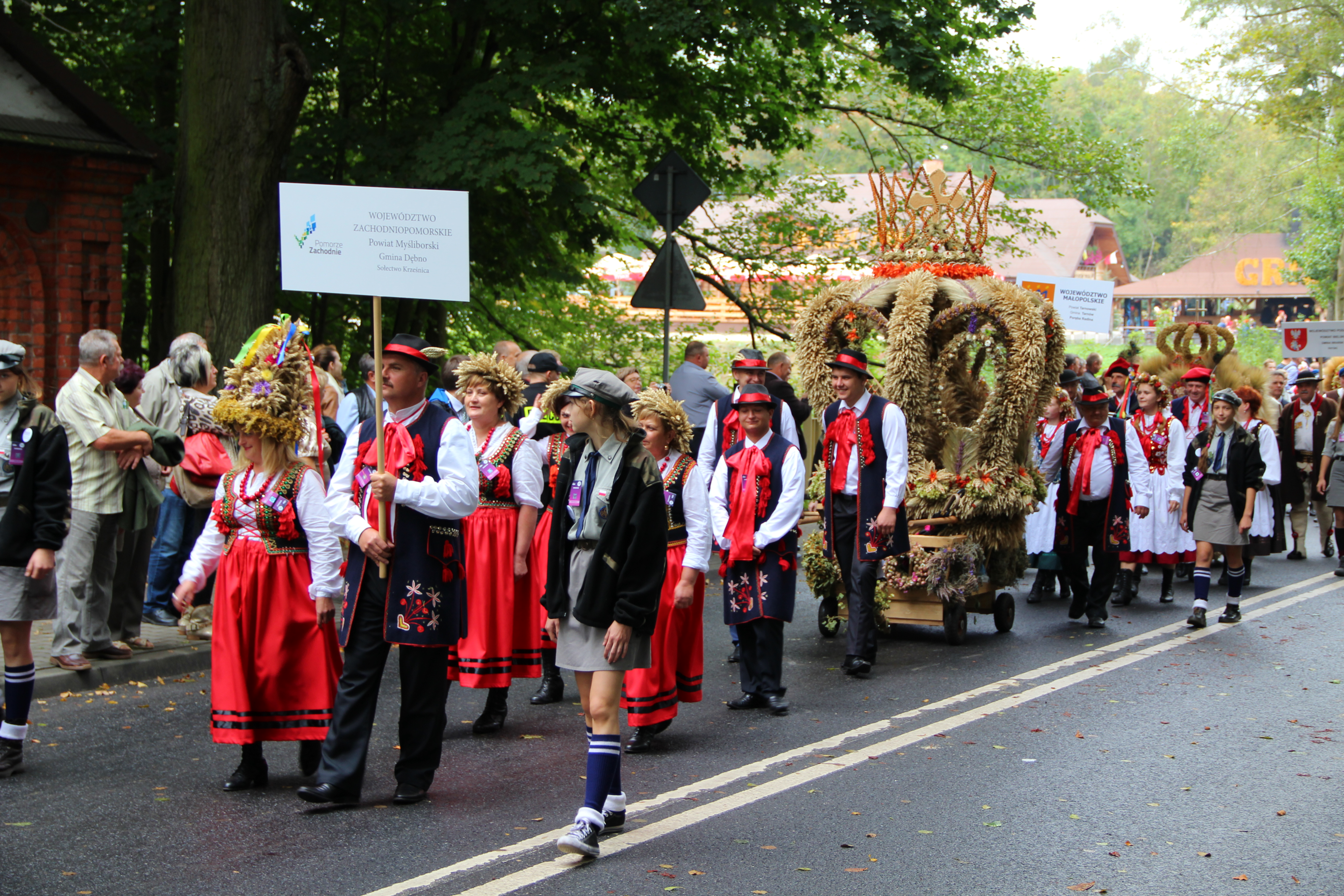
Fête de la récolte à Spała en Pologne, en 2014.

Les nuits seront de plus en plus précoces : les jours diminuent d'une heure quarante-sept minutes dans le mois.[réf. nécessaire] Aussi, dans la plupart des pays ou régions d'Europe qui appliquent l'heure d'été, le dernier dimanche d'octobre est celui du passage à l'heure d'hiver, c'est-à-dire le retour à l'heure normale du fuseau horaire. Dans certains pays ou régions de l'hémisphère sud, ce même dimanche est celui du passage à l'heure d'été.
C'est le mois des vendanges tardives, de la récolte des pommes à cidre et des glands. Il est ainsi fêté dans plusieurs régions du monde. Cette fête de la récolte prend par exemple le nom d’Erntedankfest (« fête de remerciement pour la récolte ») en Allemagne.
En France, ce mois ne compte ni fête religieuse (hormis les fêtes juives), ni jour férié. La production industrielle est à son zénith, la consommation aussi puisque le mois d'octobre occupe la deuxième place, après décembre, pour les chiffres d'affaires du commerce de détail. Les accidents de la route connaissent un pic. Les flux de sortie du système scolaire alimentent le chômage de jeunes dont le taux de suicide augmente. Les premiers symptômes de la dépression saisonnière hivernale apparaissent chez les sujets prédisposés. Ce mois correspond souvent à un temps fort de la « rentrée sociale » en septembre-novembre et qui est l'occasion de plusieurs manifestations.

### Célébrations fixes
Les célébrations à date fixe sont recensées dans la section célébrations des éphémérides d'octobre ci-dessus.
Ce mois est notamment marqué par le 31 octobre, date à laquelle est célébrée la fête d’Halloween dans certains pays occidentaux. Les maisons et vitrines des magasins peuvent être décorées et les enfants font du porte en porte afin de récolter des bonbons.

### Célébrations mobiles
Le 1er lundi d'octobre a lieu la journée mondiale de l'habitat (en), le 1er vendredi la journée mondiale du sourire, le 2e jeudi la journée mondiale de la vue (en),, le 4e lundi la journée internationale des bibliothèques scolaires.

## Toponymie
De nombreuses voies, places ou sites de pays francophones contiennent une date de ce mois dans leur nom (cf. la liste des toponymes correspondants).

## Religions et mythologies

### Religion catholique
Dans la religion catholique, le mois d'octobre est dédié aux anges gardiens et à Notre-Dame du Rosaire, à la suite de la publication le premier septembre 1883, par le pape Léon XIII, de sa première encyclique sur la dévotion du Saint-Rosaire dans une logique de « recharge sacrale ». Le mois d'octobre est aussi le mois des missionnaires « pour rappeler le devoir de tout baptisé de collaborer à la mission universelle de l’Église par la prière et au travers d’un soutien économique ».

### Fêtes religieuses romaines
En octobre avaient lieu plusieurs fêtes religieuses romaines : Augustalia, Meditrinalia, Fontinalia, October Equus, Armilustrium…

## Traditions et superstitions
Octobre est un mois connu dans la sorcellerie. En effet, les rites sorciers ont toujours lieu lors des mois d'octobre, notamment les dates impaires.

### Astrologie
Le mois d'octobre commence dans le signe zodiacal de la Balance (jusqu'au 22 octobre) et se termine dans celui du Scorpion (à partir du 23 octobre).

### Dictons du mois et interprétations

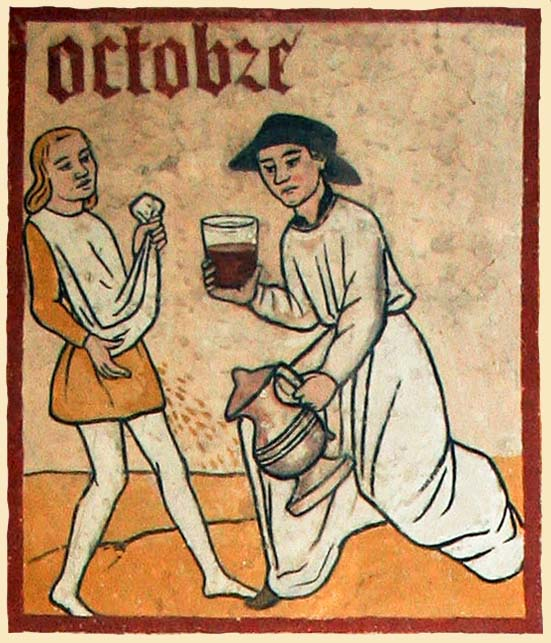
Le mois d'octobre, église de Bagnot.

Les cultures populaires se sont inventés des dictons météorologiques pour conjurer l'incertitude. Dans ces dictons qui ne traduisent une réalité que pour les pays tempérés de l'hémisphère nord, on distingue deux groupes : les prévisions à court terme élaborées généralement à partir d'un savoir empirique (marins, agriculteurs, forestiers) qui ont une certaine fiabilité ; les prévisions à long terme qui s'appuient sur le calendrier et n'ont aucune fiabilité.
Voici une ligne de quelques dictons se rapportant à ce mois et leurs interprétations :
- « Quand octobre prend sa fin, dans la cuve est le raisin », « si tu veux moissonner, c'est l'heure de semer », « en octobre, qui ne fume bien ne récolte rien », « octobre n'a jamais passé sans qu'il y ait cidre brassé ».

Octobre est le mois des vendanges et de plusieurs récoltes.
- « En octobre tonnerre, vendanges prospères », « tonnerre en octobre, vendanges peu sobres »

Le vigneron ne se plaint pas des orages de masse d'air généralement associés à du temps relativement doux.
- « S'il tonne en octobre, grands vents, grandes pluies, grande cherté »

Le vigneron redoute par contre les orages frontaux suivis d'une invasion d'air froid.
- « Gelée d'octobre rend le vigneron sobre », « Octobre de froid pas chiche ne fait pas le vigneron riche »

Un octobre froid compromet les vendanges.
- « Octobre en gelées, chenilles trépassées », « Octobre glacé fait vermine trépasser »,

Le cultivateur aime les gelées d'octobre qui font disparaître la vermine.
- « Octobre en brumes, mois à rhumes », « en octobre, il faut que l'homme vite s'habille quand le mûrier se déshabille », « vent d'octobre, ta pelisse il faut que tu sortes », « En octobre, c'est le vent qui mène les feuilles au champ », « En octobre, si tu es prudent, achète grains et vêtements », « En octobre, qui n'a pas de robe en cherche. »

Les frimas et les vents d'octobre obligent l'homme à se procurer des vêtements chauds, et aussi du grain qui est alors meilleur marché.
- « Beaucoup de pluie en octobre, beaucoup de vent en décembre », « brouillards d'octobre et pluvieux novembre font bon décembre », « si octobre s'emplit de vent, du froid tu pâtiras longtemps », « s'il neige en octobre, l'hiver sera sobre », « si octobre s'emplit de vent, du froid pâtiras longtemps », « Octobre emmitouflé annonce décembre ensoleillé », « Octobre en bruine, hiver en ruine », « Quand d'octobre vient la fin, Toussaint est au matin. »

Le temps d'octobre annoncerait celui des mois suivants.

## Appellations
Ce mois est appelé Winterfylleth (en) (« arrivée de l'hiver ») par les anglo-saxons ou en vieil anglais.

## Évènements majeurs en octobre
- La révolution d'Octobre a commencé en 1917 le 25 octobre (parfois appelé aussi octobre rouge) du calendrier julien (utilisé dans la tradition orthodoxe russe), soit le 7 novembre du calendrier grégorien.
- La crise d'Octobre désigne une série d'événements politiques et sociaux qui ont eu lieu en octobre 1970 dans la province de Québec, au Canada